# Оруч Реис (квартал на Истанбул)
„Оруч Реис“ (на турски: Oruçreis) е квартал на Истанбул, разположен в околия Есенлер. Общата му площ е 2,7 км2. Според данни на Адресната система за регистриране на населението (ABPRS) към 2023 г. населението на „Оруч Реис“ е 34 657 жители.